# Dugganite
La dugganite è un minerale appartenente al gruppo omonimo.